# Этноистория
Этноисто́рия (англ. Ethnohistory) — в основном, в англоязычной литературе, изучение ныне существующих и исчезнувших народов и культур на основании их упоминаний в исторических документах (включая как письменные документы, так и предания, сказания, материальную культуру и археологический материал).
Нередко этноистория прибегает к материалу смежных дисциплин, в частности, лингвистики (при изучении ономастики, местных диалектов и т. д.), генетики, антропологии, и даже климатологии (для реконструкции миграций и изменений в материальной культуре отдельных народов).